# Fédération africaine de hockey
La Fédération africaine de hockey est l'organisme qui regroupe les fédérations de hockey sur gazon du continent africain.
Elle est fondée le 29 mars 1970.

## Pays membres
25 nations sont membres de la Fédération africaine de hockey.
| - Afrique du Sud - Algérie - Botswana - Burkina Faso - Burundi - Cameroun - Côte d'Ivoire - Égypte | - Eswatini - Ghana - Kenya - Libye - Malawi - Maurice - Maroc - Namibie | - Nigeria - Ouganda - Seychelles - Sierra Leone - Soudan - Tanzanie - Togo |

## Compétitions
- Coupe d'Afrique des nations de hockey sur gazon
- Coupe d'Afrique des nations féminine de hockey sur gazon